# 8 миља
8 миља (енгл. 8 mile) је амерички филм, по жанру драма из 2002. године, који је режирао Кертис Хансон. Главне улоге у филму тумаче Еминем, Ким Бејсингер, Британи Марфи и Мекај Фајфер.
Филмска радња смештена је у 1995. годину и заснована је на стварном животу одрастања репера Еминема. Главни лик у филму је млади репер Џими Ребит Смит (Еминем), који живи у парк приколици у Ворену, Мичиген и покушава да започне каријеру у хип-хопу, музичком жанру у којем доминирају Афроамериканци.
Филм је добио назив о ауто-путу чије је дужина 8 миља и који се простире дуж границе округа Бејн и Детроита где претежно живе Афроамериканци, односно округа Оукланд и округа Макон где претежно живе белци.
Филм је сниман углавном у Детроиту и његовој и околини, а добио је позитивне критике и комерцијални успех. Еминем је освојио Оскар за најбољу оригиналну песму за нумеру Lose Yourself.

## Радња филма
У јесен 1995. године у Детроиту, Џими Ребит Смит (Еминем), радник из сиромашне породице, бори се са различитим аспектима његовог живота. Након раскида са девојком, Џими Ребит Смит се враћа у куће у Ворен, Мичиген да живи, код своје мајке, алкохоличарке Стефани (Ким Бејсингер), његове мале сестре Лили (Клој Гринфилд) и партнера његове мајке Грега (Мајкл Шенон), који се познаје са Еминемом из школских дана.
Иако га охрабрују, његови пријатељи који га подржавају као талентованог репера, Џими брине о свом потенцијалу музичара, због његовог недостатка самопоуздања. То му узрокује паничност током реп бетла једне ноћи на локалном месту под називом "Прихватилиште" и он га услед треме напушта бину. Џими ради у фабрици аутомобила, али када затражи додатне смене, његов надзорник одбија његов захтев због његовог уобичајеног кашњења на посао. Џими се спријатељује са Алек (Британи Марфи), са којом касније ступа у везу. Временом, он почиње да преузима више одговорности у свом животу.
Иако поседује музички таленат, Џими се мучи да сними демо песму. Заједно са својим пријатељима пролази кроз велике потешкоће, проблеме са супарничким табором, а код куће са мајком алкохоличарком и сестром која је још дете.

## Улоге
| Глумац            | Улога                                     |
| ----------------- | ----------------------------------------- |
| Еминем            | Џими Ребит Смит                           |
| Мекај Фајфер      | назван Будућност, Џимијев близак пријатељ |
| Британи Марфи     | Алек, Џимијева девојка                    |
| Ким Бејсингер     | Стефани, Џимијева мајка                   |
| Ентони Маки       | Кларенс Папа Док                          |
| Мајкл Шенон       | Грег, дечко од Стефани                    |
| Еугеније Берд     | Винк                                      |
| Еван Џоунс        | Боб, Џимијев пријатељ                     |
| Омар Бенсон Милер | Сол Џорџ, Џимијев пријатељ, Изијев брат   |
| Ангело Вилсон     | Диск џокеј Изи, Џимијев пријатељ          |
| Тарин Менинг      | Џени, Џимијева бивша девојка              |
| Пруф              | Лил Тик                                   |
| Егзибит           | Мајк                                      |
| Крег Чендлер      | Паул                                      |
| Клој Гринфилд     | Лили, Џимијева сестра                     |